# Euriphene rectangula
Euriphene rectangula är en fjärilsart som beskrevs av Schultze 1920. Euriphene rectangula ingår i släktet Euriphene och familjen praktfjärilar. Inga underarter finns listade i Catalogue of Life.